# Пара на праздники
«Пара на праздники» (англ. Holidate) — американская романтическая комедия 2020 года, режиссёра Джона Уайтселла по сценарию Тиффани Полсен. В главных ролях снялись Эмма Робертс и Люк Брейси.
Фильм вышел на Netflix 28 октября 2020 года.

## Сюжет
Слоан — девушка из Чикаго, которая ненавидит праздники из-за осуждения её семьи за то, что она не состоит в отношениях. Однажды она встречает Джексона, австралийского игрока в гольф, не заинтересованного в серьезных отношениях. Они заключают соглашение, что будут поддерживать дружеские отношения в течение года и встречаться только на праздниках.

## В ролях
- Эмма Робертс — Слоан Бенсон
- Люк Брейси — Джексон
- Джессика Кэпшоу — Эбби
- Маниш Дайал — Фарук
- Алекс Моффат — Питер
- Джейк Мэнли — Йорк
- Синтия Ву — Лиз
- Фрэнсис Фишер — Элейн
- Кристин Ченовет — Сьюзан
- Дэн Лаурия — Уолли
- Никола Пельтц — Фелисити
- Жюльен Марлон — Люк
- Микаэла Гувер — Энни
- Эйми Карреро — Карли

## Производство и релиз
Съемки начались в мае 2019 года в Атланте, штат Джорджия.
Фильм вышел на Netflix 28 октября 2020 года и стал самым популярным по количеству просмотров в дебютные выходные. 4 ноября Variety сообщил, что на тот момент фильм занимал 25-е место среди прямых трансляций 2020 года.

## Приём критиков
Согласно агрегатору рецензий Rotten Tomatoes, фильм имеет рейтинг 44 %, основанный на 54 рецензиях, со средней оценкой 5,1/10. На Metacritic он имеет средневзвешенный балл 44 из 100 на основе 15 обзоров, что указывает на «смешанные или средние отзывы».